# ショーン・エヴァンス (サッカー審判員)
ショーン・エヴァンス（英: Shaun Evans、1987年10月21日 - )は、オーストラリア・ビクトリア州出身のサッカー審判員。

## 来歴
2008年にAリーグの副審として審判を始め、2012-13シーズンに主審に昇格。2016年8月、オーストラリアサッカー連盟 (FFA) CEOのデイビッド・ギャロップは、引退したベンジャミン・ウィリアムスの後任として、エヴァンスを常勤プロ審判員3人のうちの1人に指名する（残る2人はジャレッド・ジレットとクリストファー・ビース）。なお、プロ審判員になる前は、レンガ職人をしながら審判員を続けていた。2017年には国際サッカー連盟 (FIFA) に登録された、オーストラリア人の国際審判員5人のうちの1人となる。2018年にはウズベキスタンvsレバノンの国際親善試合を担当する。
2013年には中国サッカー協会の招聘により2013シーズンの中国超級4試合で審判を務めたほか、2014年の中国FAカップ決勝の1stレグを担当した。また、2017年にはインドネシアサッカー協会の招聘によりリーガ1で審判を務めた。 2018-19シーズンのAリーグでは年間最優秀審判員に選ばれ、同年のグランドファイナル・パース・グローリーvsシドニーFCで主審を務めた。
2022年10月には、AFCカップ2022決勝・クアラルンプール・シティvsアル・シーブの主審も務めた。
2022 FIFAワールドカップではビデオ・アシスタント・レフェリーを務めた。

## 議論となった判断
- 2016年10月、ウェスタン・シドニー・ワンダラーズのDFジャック・クリスビー（英語版）がアデレード・ユナイテッドのMFセルヒオ・シリオ（英語版）を負傷させたプレーに対し、レッドカードではなくイエローカードを出した。 これのジャッジに対し、アデレードのグレッグ・グリフェン会長がFFAに、エヴァンスが二度と自分たちの試合を担当させないよう要求する騒動となった[9]。
- 2022年2月、メルボルン・シティがセントラルコースト・マリナーズを3-2で下した試合について、前半ロスタイムにメルボルン・シティに与えられたPKと、87分（後半42分）にマリナーズにPKを与えなかった判断について、FFAがいずれも判定ミスを認める騒動となった[10]。